# Metalstone
Metalstone est un festival danois de heavy metal créé en 2007 et ayant lieu au club The Rock à Copenhague.

## Programmation

### 2007
Le 2 février: Dørene åbner, Vira, Nvlvs, Downward Candidate, Melted, Black Succubi, Gobsquad, Mercenary, Mudslide, Palt.
Le 3 février: Dørene åbner, Urkraft, Gorefest, Lennon, Panic Cell, Soil, Pitchblack, Switchblade.

## Liens
- Copenhague